# Lycaenopsis subcoalita
Lycaenopsis subcoalita är en fjärilsart som beskrevs av Rothschild 1915. Lycaenopsis subcoalita ingår i släktet Lycaenopsis och familjen juvelvingar. Inga underarter finns listade i Catalogue of Life.